# Multi-tap

de letters op de toetsen van een GSM-toestel

Multi-tap was een van de eerste technieken om woorden in te toetsen op mobiele telefoons. Het principe is eenvoudig: op elke toets staan drie of meer letters. Om de gewenste letter te krijgen, moet de toets waarop de gewenste letter staat een of meer keer ingedrukt worden, afhankelijk van de positie van de letter op de toets. Om de letter 'G' in te toetsen moet bijvoorbeeld één keer op de '4' gedrukt worden. Twee keer op de '4' drukken, levert een 'H' op. Voor het intoetsen van twee letters die op dezelfde toets staan, moet een pauze ingelast worden.
Om het woord "hallo" in te toetsen, moet de volgende volgorde van toetsen gebruikt worden: 4-4-2-5-5-5 (pauze) 5-5-5-6-6-6 in te toetsen. Dat zijn in totaal 12 aanslagen voor vijf letters. Multi-tap is dus niet efficiënt.
Tegenwoordig komt multi-tap niet vaak meer voor: het is grotendeels vervangen door T9, waarbij meestal minder toetsen hoeven te worden ingedrukt om een tekst te schrijven. Omdat multi-tap, in tegenstelling tot T9, iedere tekst toestaat en niet beperkt is door een woordenboek geven sommige mensen echter de voorkeur aan multi-tap.
Sommige mobiele telefoons, zoals de BlackBerry, hebben een fysiek toetsenbord met een eigen toets voor iedere letter in het alfabet. Veel touchscreen telefoons hebben een 'on screen'-toetsenbord. Al deze toestellen hebben geen technieken als multi-tap of T9 voor het versturen van een SMS nodig.